# Peristylus densus
Peristylus densus là một loài thực vật có hoa trong họ Lan. Loài này được (Lindl.) Santapau & Kapadia mô tả khoa học đầu tiên năm 1960.